# ستيبان راديتش

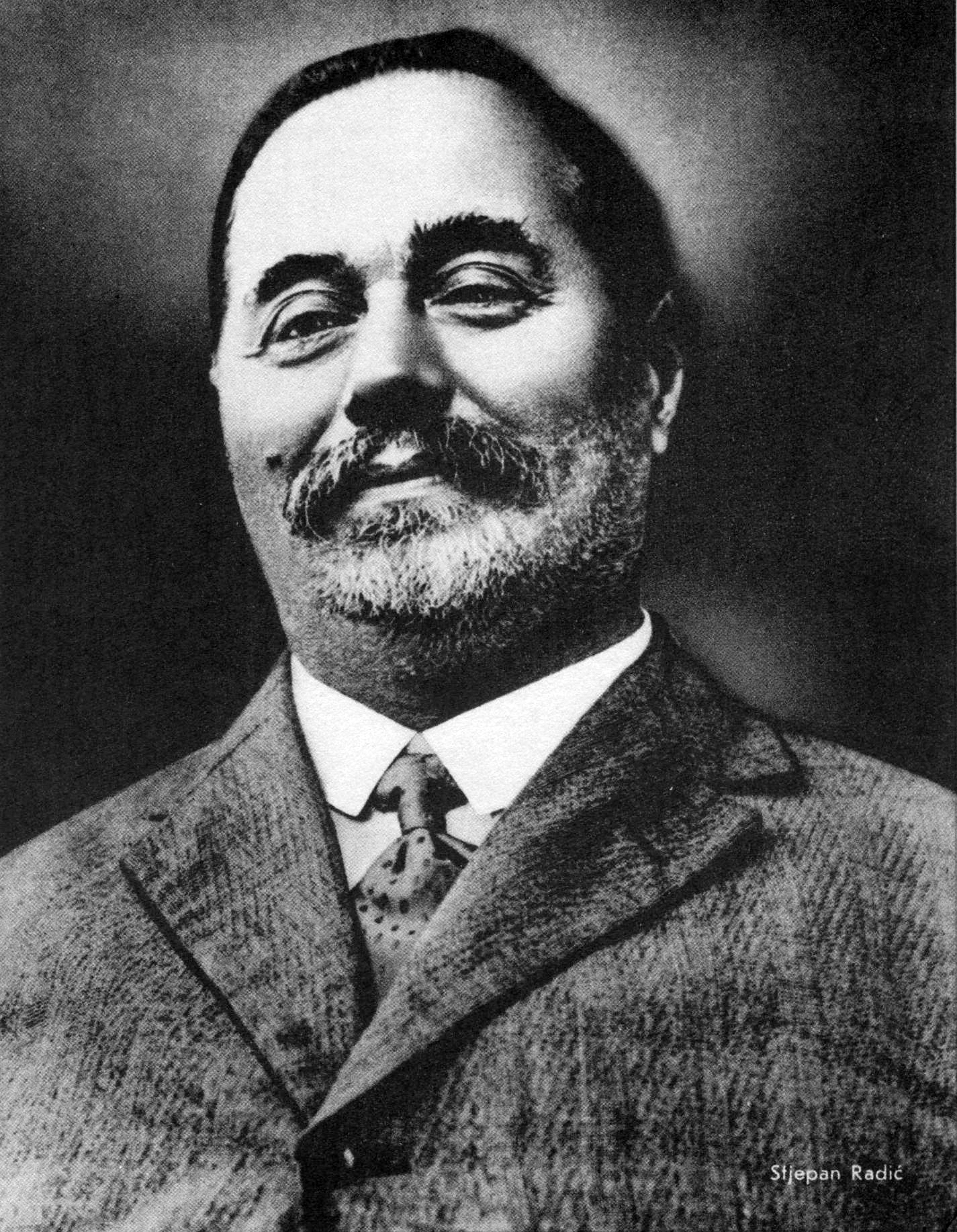
ستيبان راديتش

كان ستيبان راديتش (11 يونيو حزيران 1871 – 8 أغسطس اب 1928) سياسيًا كرواتيًا ومؤسس حزب الفلاحين الشعب الكرواتي (HPSS).
ويعود الفضل له في حشد الفلاحين الكروات في قوة سياسية. طوال حياته المهنية، كان راديتش يعارض الاتحاد، ثم الهيمنة الصربية في يوغوسلافيا وأصبح شخصية سياسية مهمة في بلده. أطلق عليه الرصاص في البرلمان من قبل السياسي الصربي المتطرف بونيسا رايتش. توفي بعد عدة أسابيع من إصابة خطيرة في المعدة عن عمر يناهز 57 عامًا. هذا الاغتيال زاد من عزلة الكروات والصرب وبدأ انهيار النظام البرلماني، وبلغت ذروتها في دكتاتورية 6 يناير 1931.

## سيرة شخصية
بداية حياته
وُلد ستيبان راديتش بالقرب من سيساك في مملكة كرواتيا-سلافونيا داخل النمسا-هنغاريا وكان الولد التاسع من أحد عشر طفلاً.  بعد طرده من الثانوية في زغرب، انتهى به الأمر في الثانوية في كارلوفاتش.
في سبتمبر 1891 التحق في كلية الحقوق في جامعة زغرب. تم اختياره كممثل للهيئة الطلابية في الاحتفال بالذكرى 300 لمعركة سيساك في عام 1893. بعد انتقاده لبان كرواتيا كارولي خون هيدرفاري أثناء الاحتفال، وأشار إليه على أنه «مجيار هوسار» أي فارس مجري، حكم على راديتش بالسجن لمدة أربعة أشهر قضى فيها في سجن بيترينيا. كان من بين مجموعة من الطلاب الذين أشعلوا النار في الالوان الثلاثة للعلم الهنغاري في 16 أكتوبر 1895 أثناء زيارة الإمبراطور فرانز جوزيف إلى زغرب. لهذا، تلقى راديتش عقوبة بالسجن وطُرد من جامعة زغرب، وكذلك مُنع من جميع الجامعات في الامبراطورية. بعد قضاء بعض الوقت في روسيا، وفي وقت لاحق، في براغ، واصل راديتش دراساته في كلية العلوم في باريس، حيث تخرج عام 1899.

### تكوين يوغوسلافيا
بعد الحرب العالمية الأولى، عارض اندماج كرواتيا في مملكة مع صربيا دون ضمانات للحكم الذاتي الكرواتي. تم اختيار راديتش كعضو في المجلس الوطني للسلوفينيين والكروات والصرب. في 24 نوفمبر 1918، حث المندوبين المشاركين في الجلسة التي من شأنها أن تقرر مستقبل البلاد السياسي «عدم الاندفاع مثل الأوز إلى الضباب». وكان العضو الوحيد في اللجنة المركزية للمجلس الوطني للتصويت ضد إرسال وفد إلى بلغراد للتفاوض مع مملكة صربيا. في 26 نوفمبر، تم عزله من اللجنة المركزية.

### اعتقاله
في 8 مارس اذار 1919، أصدرت اللجنة المركزية قرارًا صادر عن راديتش أعلن فيه «المواطنون الكروات لا يعترفون بما يسمى مملكة الصرب والكروات والسلوفينيين في عهد أسرة كارازوروفيتش لأن هذه المملكة لم تعلن عن طريق السابور (مجلس الشعب) الكرواتي ودون أي تفويض من الشعب الكرواتي.» تم تضمين البيان الكامل في مذكرة ترجمت إلى الفرنسية وأرسلت في الخارج لتوجيهها إلى مؤتمر باريس للسلام. أثار هذا القرار قرارًا من الحكومة بالقبض على راديتش مع العديد من أعضاء الحزب الآخرين. 
كان من المقرر أن يقام حوالي 11 شهرًا حتى فبراير 1920،  قبل الانتخابات البرلمانية الأولى لمملكة الصرب كروات والسلوفينيين لعضوية الجمعية الدستورية التي عقدت في 28 نوفمبر. كانت نتيجة انتخابات نوفمبر 230,590 صوتًا، أي ما يعادل 50 مقعدًا في البرلمان من أصل 419. في 8 ديسمبر، قبل الجلسة الأولى للبرلمان، عقد راديتش مظاهرة حاشدة أمام 100000 شخص في زغرب. عقد راديتش اجتماعًا استثنائيًا، تم فيه تقديم اقتراح وصوت على أن الحزب لن يكون جزءًا من المناقشات البرلمانية قبل تسوية المسائل مع صربيا أولاً بشأن مسائل الحكم، وأهم القضايا العالقة هي التمييز للشعب الكرواتي والسلطات العلنية للملك مع الحكومة المركزية في بلغراد. تم تغيير اسم الحزب لاحقًا إلى حزب الفلاحين الجمهوريين الكرواتيين، مع إبراز الموقف الرسمي للحزب. في ديسمبر / كانون الأول، تم رفض الحظر المفروض على كرواتيا ماتكو لاجينيا من قبل مجلس الوزراء في ميلينكو رادومار فيزنيك بسبب السماح بالتجمع.

### الاعتقال مرة أخرى
راديتش لا يزال متمسكًا بفكرة كرواتيا المستقلة، وأبقى الحزب خارج البرلمان احتجاجًا. وقد أتاح هذا في الواقع لرئيس الوزراء الصربي نيكولا باسيتش الفرصة لتعزيز السلطة وتعزيز حكومته التي يهيمن عليها الصرب. عائدًا من رحلة خارجية غير مصرح بها في عام 1923 زار خلالها ستيبان راديتش إنجلترا (لمدة 5 أشهر)، والنمسا (5 أشهر) والاتحاد السوفيتي (شهرين). لدى عودته في عام 1924، تم اعتقال راديتش في زغرب وحُكم عليه بتهمة الارتباط بالشيوعيين السوفيت وسجن. تم استخدام الرحلة لغرض تدويل مؤامرة الكروات في مملكة الصرب والكروات والسلوفينيين.
بعد إطلاق سراحه، سرعان ما عاد راديتش إلى السياسة، لكن هذا لم يكن بدون مشاكل. في 23 ديسمبر، أعلن الحكومة المركزية التي يهيمن عليها الصرب أن الحزب السياسي الفلاحيين كان في انتهاك لقانون الأمن الداخلي وبالتالي اعتقل الرئيس التنفيذي لـ حزب الشعب الجمهوري في 2 يناير كانون الثاني 1925، وأخيراً اعتقلت ستيبان راديتش في 5 يناير كانون الثاني.
بعد الانتخابات البرلمانية في فبراير شباط 1925، نجح حزب الشعب الجمهوري، حتى مع وجود فريقه التنفيذي بالكامل خلف القضبان، ومع وجود ستيبان راديتش فقط على رأسه، في الفوز بـ 67 مقعدًا برلمانياً بإجمالي 53287 صوتًا. على الرغم من أن فرز الأصوات كان أعلى مما كانت عليه في الانتخابات السابقة، والغش من قبل الحكومة المركزية حصل الحزب على مقاعد برلمانية أقل. من أجل زيادة سلطته التفاوضية، دخل حزب الشعب في تحالف مع الحزب الديمقراطي المستقل (Samostalna demokratska stranka)، وحزب الشعب السلوفيني (Slovenska ljudska stranka) والمنظمة اليوغوسلافية الإسلامية (Jugoslavenska muslimanska organizacija).

### اغتياله في البرلمان

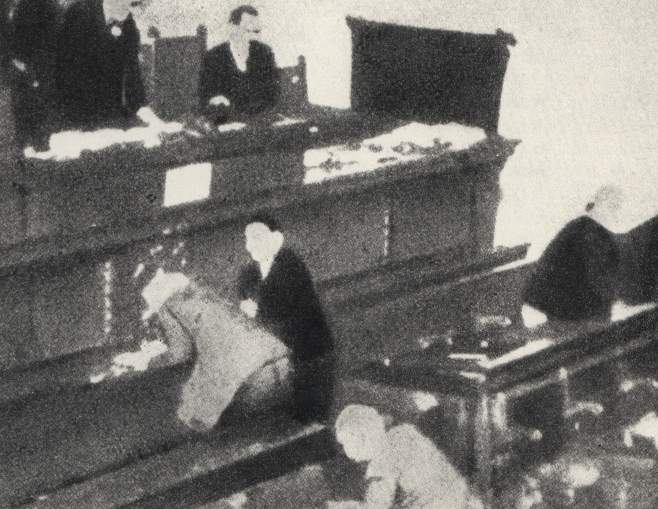
اغتياله في بلغراد

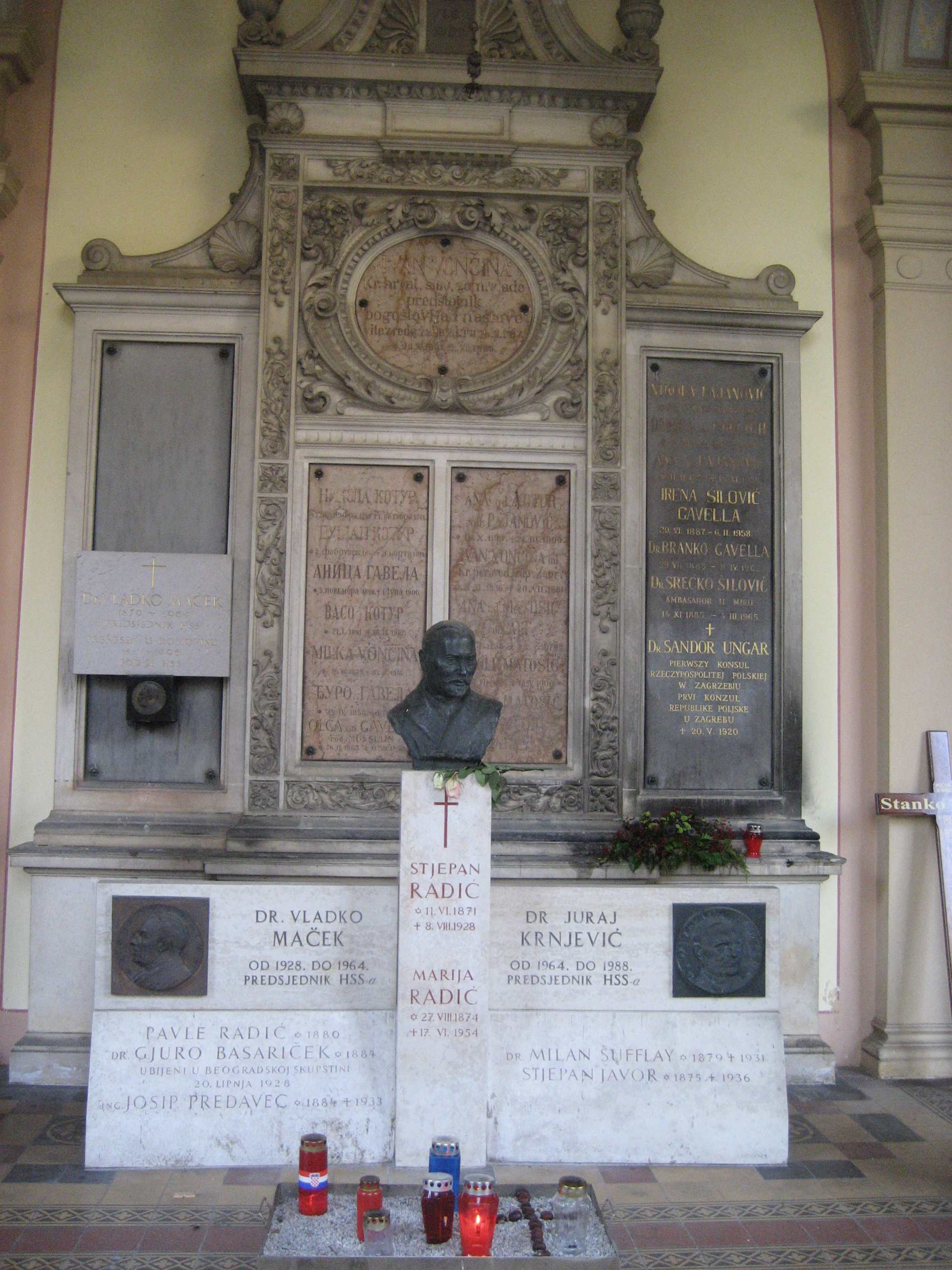
قبر ستيبان راديتش على مقبرة ميروجوج

صدرت تهديدات بالقتل وتهديدات بالضرب العنيف ضد ستيبان راديتش في البرلمان، دون أي تدخل من رئيس الجمعية (رئيس البرلمان). في صباح يوم 20 يونيو 1928، حُذر راديتش من خطر محاولة اغتيال ضده، وطُلب منه الابتعاد عن البرلمان في ذلك اليوم. أجاب أنه كان مثل جندي في الحرب، وفي الخنادق، وبالتالي كان من واجبه أن يذهب لكنه وعد مع ذلك بعدم نطق كلمة واحدة.

في الجمعية، نهض بونيش راتشيش، وهو عضو في حزب الشعب الراديكالي من الجبل الأسود، وألقى خطابًا استفزازيًا أدى إلى رد فعل عاصف من المعارضة ولكن راديتش نفسه ظل صامتًا تمامًا. أخيرًا، صاح إيفان بيرنار ردًا على ذلك، «أنت نهب النحل» (في إشارة إلى اتهامات بالفساد تتعلق به). قام راتشيش في طريقه إلى منصة المنصة التي تواجه الكروات. وضع يده في جيبه، حيث أمسك بالمسدس، وواجه الرئيس نينكو بيريتش وأخبره: «أطلب منكم، سيدي الرئيس، أن تعاقب بيرنار. إذا فشلت، فسأعاقب بنفسي!» بعد هذا التهديد بدأ الصراخ في الغرفة. لكن راتشيش تابع تهديداته: «كل من يحاول أن يقف بيني وبين بيرنار سيقتل!» في تلك اللحظة، استولى بونتشا رايتش على امسدسه. وأمسك الوزير فوجيتش، وهو جالس على مقاعد البدلاء خلف رايتش، يده لمنعه. في الوقت نفسه، قدم الوزير كوجونيتش مساعدته، لكن راييتش، كان قويًا للغاية، تمكن من تحرير نفسه. في تمام الساعة 11:25 صباحًا، تم إطلاق الطلقات - تم إصابة بيرنار سم فوق القلب. عندما انهار، ذهب راتشيش إلى راديتش. لاحظ أورو (عضو في البرلمان) هذا وقفز لمساعدته. راديتش، مع ذلك، شق طريقه وأطلق النار عليه، فأطلق الرصاصة على حقويه وخرج حول كتفيه. أغمي على الفور. ركض إيفان جرانشيا أمام ستيفان راديتش وأطلق رايش النار عليه في ذراعه. بمجرد أن سقط، سعى رايتش بسلام إلى ستيبان راديتش، وأطلق النار عليه في صدره. عند تلك النقطة قفز بافل راديتش نحو رايتشيش، الذي لم يشعر بالارتباك، لكنه قال: «ها! لقد كنت أبحث عنك!» وأطلقوا عليه النار أيضا 1   سم تحت القلب. كان من المعتقد أن راييتش سيطلق النار على سفيتوزار بريبيتشيتش، جالسًا بجوار ستيبان راديتش، وبعد ذلك، غادر رايتش بدلاً من ذلك الغرفة بهدوء عبر غرف الوزراء. انتهى الاغتيال كله في أقل من دقيقة. كانت واحدة من أولى الاغتيالات في مبنى حكومي في التاريخ. ترك راديتش ميتًا وكان يعاني بالفعل من جرح شديد في المعدة (كان أيضًا مصابًا بمرض السكر) وتوفي بعد عدة أسابيع عن عمر يناهز 57 عامًا. أقيم جنازته رئيس الأساقفة أنطون باور من زغرب. حضر دفنه على نطاق واسع واعتبرت وفاته تسببت في شقاق دائم في العلاقات الصربية الكرواتية في يوغوسلافيا القديمة.  

تم دفن راديتش في مقبرة ميراغوي في زغرب.

## شهرته
تحولت وفاة راديتش العنيفة إلى شهيد وأيقونة للنضال السياسي من أجل الفلاحين والطبقة العاملة، فضلاً عن أيقونة الوطنيين الكروات. تم استخدام أيقونة راديتش لاحقًا ليس فقط من قبل خليفته ماتيشك، ولكن أيضًا من خلال الخيارات السياسية الأخرى في كرواتيا: الجناح اليميني أو اليساري.
ت\
في عام 1997، وصف استطلاع للرأي أجرته الأسبوعية الكرواتية ناسيونال ستيبان راديتش بأنه الشخصية التاريخية الكرواتية الأكثر شعبية زالاكثر حبا في كرواتيا.

### مكافحة رجال الدين
كان راديتش من الروم الكاثوليك، لكن في الوقت نفسه كان معاديًا لرجال الدين. في تجمع عام 1924 في كراسيتش، مسقط رأس الراحل الكاردينال الويسيوس ستيبيناك، قال: «الكهنة أو الأساقفة هم معلمو الإيمان، وبالتالي نستمع إليهم في الكنيسة، وحتى خارج الكنيسة. لكن عندما يخلطون الدين بالسياسة، مع سياسات الانتقام والدم والغطرسة والشراهة هذه، فهم ليسوا معلمين، بل مدمرين للإيمان والكنيسة. (. . .) عندما يكتب أساقفنا خطابًا سياسيًا، وعندما يرغبون في أن يكونوا قادة سياسيين للشعب الكرواتي، فمن واجبي وواجبنا أن نفكّره، وإذا لزم الأمر، أن ندينه». في مقابلة مع Nova Revija في عام 1926، صرح بأن «رجال الدين يعني إساءة معاملة المشاعر الدينية الأكثر قدسية من أجل تدمير الأسرة، وهدم الناس من أجل الحصول على السلطة السياسية». كان يكرر الشعار: آمن بالله، لكن ليس بالكاهن. وأيد إنشاء الكنيسة الكاثوليكية الكرواتية المستقلة، وفصلها عن الفاتيكان. تستخدم الجمعية العلمانية «صوت العقل - الحركة من أجل كرواتيا العلمانية» صورته كشعار لها.

## الحواشي
1. ↑  Encyclopædia Britannica | Stjepan Radic (بالإنجليزية), QID:Q5375741
2. ↑  Brockhaus Enzyklopädie | Stjepan Radić (بالألمانية), OL:19088695W, QID:Q237227
3. ↑  Hrvatski biografski leksikon | Stjepan Radić (بالكرواتية), 1983., QID:Q1563573 {{استشهاد}}: تحقق من التاريخ في: |publication-date= (help)
4. ↑  Dalibor Brozović; Tomislav Ladan (1999.), Hrvatska enciklopedija | Stjepan Radić (بالكرواتية), Leksikografski zavod Miroslav Krleža, OL:120005M, QID:Q1789619 {{استشهاد}}: تحقق من التاريخ في: |publication-date= (help)
5. ↑   https://www.gradskagroblja.hr/trazilica-pokojnika/15. اطلع عليه بتاريخ 2022-12-17. {{استشهاد ويب}}: |url= بحاجة لعنوان (مساعدة) والوسيط |title= غير موجود أو فارغ (من ويكي بيانات) (مساعدة)
6. ↑  Norman M. Naimark, Yugoslavia and its Historians: Understanding the Balkan Wars of the 1990s (Stanford: Stanford University Press, 2003), 105, 127
7. ↑  Goldstein, Ivo (13 Jan 2019). "Prošlo je 90 godina od državnog udara kojim su trebali biti izbrisani i Hrvati i Srbi i Slovenci". Jutarnji list (بالكرواتية). Archived from the original on 2019-05-27. Retrieved 2019-11-18.
8. ↑  Rychlik 2015.
9. ↑  Branka Boban, Mladi Stjepan Radić o Srbima u Hrvatskoj i odnosima Hrvata i Srba, Radovi Zavod za hrvatsku povijest, Vol 28, Zagreb, 1995.
10. ↑  Racko 1990
11. ↑  "Radić, Stjepan". الموسوعة الكرواتية  [لغات أخرى]‏ (بالكرواتية). Miroslav Krleža Institute of Lexicography. Archived from the original on 2016-09-10. Retrieved 2015-03-02.{{استشهاد بموسوعة}}:  صيانة الاستشهاد: علامات ترقيم زائدة (link)
12. ↑  Zlatko Matijević, Narodno vijeće Slovenaca, Hrvata i Srba u Zagrebu, Hrvatski institut za povijest.
13. ↑  Zlatko Matijević, Prilozi za političku biografiju dr. Ljudevita Kežmana: od “Memoranduma” za Mirovnu konferenciju u Parizu do odlaska u Sjedinjene Američke Države (1919.-1922.), Časopis za suvremenu povijest, God. 38., br. 3., 757.-778. (2006)
14. ↑  Dragnich 1983.
15. ↑  Janjatović 1997.
16. ↑  Zvonimir Kulundžić: Atentat na Stjepana Radića (The assassination of Stjepan Radić)
17. ↑  Croatia. Bradt Travel Guides. 2016. ص. 131. ISBN:9781784770082. مؤرشف من الأصل في 2020-01-10. اطلع عليه بتاريخ 2017-04-17.
18. ↑  Nova revija, no. 1, p. 67-68

## روابط خارجية
- ستيبان راديتش على موقع الموسوعة البريطانية (الإنجليزية)

### مجلات
- Janjatović, Bosiljka (1997). "Državne uze, post i samica: suđenje Stjepanu Radiću 1920. godine". Croatian Institute of History (بالكرواتية). 29 (1): 97–126. Archived from the original (PDF) on 2020-03-29. Retrieved 2019-11-26.

- Petrić, Hrvoje (2015). O braći Radić i počecima Hrvatske pučke seljačke stranke/About Radić brothers and the beginnings of the Croatian People's Peasant Party (بالكرواتية). Matica hrvatska. ISBN:978-953-341-064-7. Archived from the original on 2017-03-05. {{استشهاد بكتاب}}: |عمل= تُجوهل (help)

- Racko, Ljerka (Oct 1990). "Spaljivanje mađarske zastave 1895. godine u Zagrebu". Radovi Zavoda za hrvatsku povijest (بالكرواتية). 23 (1): 233–246. Archived from the original (PDF) on 2020-03-29. Retrieved 2015-01-12.

- Rychlik، Jan (2015). "Braća Radić i Hrvatska seljačka stranka" [The Radić Brothers and the Croatian Peasant Party]. Matica Hrvatska Daruvar. ج. 1: 91–99. مؤرشف من الأصل في 2016-10-10.